# 亀ヶ森光広
亀ヶ森 光広（かめがもり みつひろ、生没年不詳）は、戦国時代の武将。稗貫氏の家臣。陸奥国稗貫郡亀ヶ森城主。図書と称した。

## 略歴
亀ヶ森氏は稗貫郡の国人で、稗貫氏の一族であるという。天文9年（1540年）、八十沢氏に代わって亀ヶ森城主となった。
弘治3年（1557年）3月、光広は稗貫氏に背いた。これに対し稗貫為嗣は家臣の槻木下総守光治、矢沢右近春眞に命じて光広を討つための軍を出すが、光広はこれをよく防ぎ、逆に光治を討ち取って勝利を収めた。
その後、亀ヶ森城の最後の城主である亀ヶ森玄蕃家衡は天正18年（1590年）、稗貫氏の没落とともに所領を没収されるが、当時絶世の美女と謳われ「稗貫御前」と呼ぼれていた於三の方（稗貫広忠の夫人）を南部信直のもとに輿入れさせ、稗貫氏の再興を図った。しかし信直の死によって計画は頓挫するが、家衡は南部氏に仕えて旧領700石を与えられた。